# Viola (Wisconsin)
Viola è un comune degli Stati Uniti d'America, situato nello Stato del Wisconsin, diviso tra la contea di Richland e la contea di Vernon.